# Guerra fredda (1962-1991)
Di seguito vengono descritti gli avvenimenti della guerra fredda tra il 1962 e il 1991.

## Ilpantano del Vietnam
Gli anni tra la Rivoluzione cubana del 1959 e i trattati sul controllo degli armamenti degli anni settanta segnarono il crescente sforzo di Stati Uniti e Unione Sovietica, nel mantenere saldo il controllo sulle rispettive sfere di influenza.
Il presidente Lyndon Johnson, nel 1965, sbarcò 22.000 soldati nella Repubblica Dominicana (operazione Power Pack), ove era in corso una guerra civile,  per impedire l'eventuale insediamento di un governo comunista, le truppe furono ritirate dopo un anno. 
Sotto Leonid Brežnev, le truppe del Patto di Varsavia—Unione Sovietica, Germania Est, Polonia, e Ungheria—intervennero nel 1968 in Cecoslovacchia ponendo fine alla Primavera di Praga.
La fede del pubblico statunitense nella "luce alla fine del tunnel" venne comunque infranta, il 30 gennaio 1968, quando il nemico, apparentemente sull'orlo del collasso, diede il via all'offensiva del Têt (che prendeva il nome dal Tết Nguyên Ðán, la festa dell'anno nuovo lunare, che è la principale festività del Vietnam) nel Vietnam del Sud e, in misura minore, nell'offensiva post-Têt del 1969.  A seguito di questa offensiva  Johnson innalzò l'impegno militare fino alla presenza di 540.000 soldati nel Vietnam del Sud per sorreggere il barcollante regime anticomunista e frenare l'influenza cinese nella regione. Anche se nessuna di queste offensive conseguì degli obiettivi militari, la sorprendente capacità di un nemico ritenuto ormai spacciato, di poter lanciare tali assalti, convinse molti statunitensi che la vittoria era impossibile.

Nixon venne eletto presidente e cominciò la sua politica di lento disimpegno dalla guerra. Lo scopo era quello di rafforzare gradualmente l'esercito sudvietnamita, di modo che potesse combattere da solo la guerra contro il FLN e l'esercito nordvietnamita. Questa politica divenne la chiave di volta della cosiddetta "dottrina Nixon". Applicata al Vietnam, la dottrina venne chiamata "Vietnamizzazione".
La moralità della condotta della guerra da parte statunitense continuò ad essere oggetto di discussione durante la presidenza Nixon. Nel 1969, venne alla luce che il tenente William Calley, un comandante di plotone in Vietnam, aveva guidato il massacro di civili inermi (compresi dei neonati) a My Lai, un anno prima. Il massacro venne fermato solo quando l'equipaggio di un elicottero individuò la carneficina e intervenne per impedire ai propri commilitoni di uccidere altri civili. Anche se molti furono sconvolti dalla carneficina all'ingrosso di My Lai, a Calley venne comminata una sentenza leggera, dopo il suo processo davanti alla corte marziale nel 1970, e in seguito venne perdonato dal presidente Nixon.
A parte questo massacro, milioni di vietnamiti morirono come conseguenza della guerra del Vietnam. La più bassa stima delle perdite, basata sulle dichiarazioni ora abbandonate dei nordvietnamiti, è di circa 1,5 milioni di vietnamiti uccisi. Il 3 aprile 1995 il Vietnam ha pubblicato delle cifre che parlano di un milione di combattenti e quattro milioni di civili uccisi durante la guerra. La veridicità di queste cifre non è mai stata contestata. Le perdite USA tra i soldati ammontarono a 58.000 uomini.
Le perdite inflitte dai Khmer Rossi appoggiati dagli USA furono ancora più alte. Anche se aderivano a una forma distorta di Maoismo, i Khmer Rossi erano anti-sovietici. Nel 1970, Nixon ordinò un'incursione militare in Cambogia allo scopo di distruggere i santuari dei Viet Cong ai confini con il Vietnam del Sud. Molti pensano che i Khmer Rossi non sarebbero arrivati al potere e ucciso così tanti loro connazionali (da 900.000 a 2 milioni) senza la destabilizzazione provocata dalla guerra.

## Le sfide dellaDistensione

### SALT I e SALT II
Nel 1972-1973 le superpotenze cercarono l'aiuto reciproco. Dopo un viaggio a sorpresa in Cina, il presidente Richard Nixon firmò il trattato SALT I con Leonid Brežnev, per limitare lo sviluppo delle armi strategiche.
La distensione ebbe effetti benefici sia sull'economia, sia sulle strategie di entrambe le superpotenze. Il controllo degli armamenti permise a USA e URSS di rallentare lo spiraleggiante incremento dei loro enormi bilanci per la difesa. In precedenza, l'amministrazione Johnson fallì nello sconfiggere le forze comuniste. Il deficit causato dalle spese per sostenere lo sforzo bellico indebolì l'economia statunitense per gli anni a venire, contribuendo a un decennio di "stagflazione". Nel frattempo, Brežnev non riusciva a fermare i sanguinosi scontri tra truppe sovietiche e cinesi lungo il confine delle due nazioni, ne a incoraggiare l'economia sovietica in declino, in parte a causa delle pesanti spese militari. Le due superpotenze decisero anche di rispettare i nuovi stati emergenti in Africa e Asia.
Ma la distensione soffri delle insorgenze in Medio Oriente e Africa, specialmente in quella meridionale e orientale. Le due nazioni continuarono a competere l'un l'altra per la loro influenza nel terzo mondo ricco di risorse, soprattutto in Cile.
Mentre i cittadini statunitensi credevano alle pretese della propaganda, secondo cui la Guerra Fredda era una lotta del "mondo libero" contro il totalitarismo, gli Stati Uniti continuarono, come avevano fatto negli anni cinquanta, a prendere di mira e diffamare dei governi eletti tramite libere elezioni, come il Cile del presidente socialista Salvador Allende, che venne spodestato nel 1973, da un colpo di Stato ideato dalla CIA.
Il presidente Jimmy Carter, ad ogni modo, cercò di andare oltre questi inconvenienti per la pace e di porre un'altra limitazione alla corsa agli armamenti con l'accordo SALT II del 1979, ma questo sforzo venne tagliato da tre sorprendenti sviluppi: la rivoluzione islamica in Iran, la rivoluzione in Nicaragua e l'intervento sovietico in Afghanistan.

### L'assalto politico allaDistensionenegli Stati Uniti
Gli anni settanta inflissero colpi devastanti alla confidenza statunitense tipica degli anni cinquanta e dei primi anni sessanta. La guerra del Vietnam e lo scandalo Watergate mandarono in frantumi la fiducia nella presidenza. Le frustrazioni internazionali, compresa la caduta del Vietnam del Sud nel 1975, la crisi degli ostaggi in Iran nel 1979, l'invasione sovietica dell'Afghanistan, la crescita del terrorismo internazionale, e l'accelerazione della corsa agli armamenti, sollevarono timori sulla capacita statunitense di controllare le questioni internazionale. Crisi energetica, disoccupazione ed inflazione (definita come "stagflazione") sollevarono questioni fondamentali sul futuro della prosperità statunitense.
Nello stesso periodo, l'Unione Sovietica incrementò i suoi standard di vita, raddoppiando i salari urbani e aumentando del 75% quelli rurali, costruendo milioni di appartamenti monofamiliari e producendo grandi quantitativi di beni di consumo ed elettrodomestici. La produzione industriale sovietica crebbe del 75%, e l'URSS divenne il primo produttore mondiale di petrolio e acciaio.
Anche all'estero, il corso della storia sembrava volgersi in favore dell'Unione Sovietica. Mentre gli Stati Uniti erano impantanati nella recessione e in Vietnam, i governi filo-sovietici stavano compiendo grandi sforzi, specialmente nel terzo mondo. Il Vietnam aveva sconfitto gli USA, divenendo uno stato unito e indipendente. Altri governi comunisti e insurrezioni filo-sovietiche si diffondevano rapidamente attraverso Africa, sud-est asiatico e America latina. L'URSS impegnato nella dottrina Brezhnev, inviò truppe in Afghanistan, su richiesta del locale governo comunista. L'invasione afghana del 1979 segnò il primo episodio in cui l'Unione Sovietica inviò truppe al di fuori delle nazioni del Patto di Varsavia, fin dalla costituzione della controparte orientale della NATO.
Reagendo a una svolta non favorevole agli Stati Uniti, un gruppo di accademici, giornalisti e politici statunitensi, etichettati da molti come "neoconservatori", in quanto molti di loro erano ancora Democratici, si ribellò alla svolta a sinistra del Partito Democratico sui temi della difesa negli anni '70, soprattutto dopo la candidatura di George McGovern nel 1972, lamentando il declino geo-politico e accusando i Democratici Liberali. Molti si raggrupparono attorno al Senatore Henry "Scoop" Jackson, un Democratico, ma in seguito si allinearono con Ronald Reagan e i Repubblicani, che promisero di affrontare gli assalti dell'espansionismo sovietico.
Il loro obiettivo principale erano le vecchie politiche del "contenimento" del comunismo (piuttosto che dell'"arretramento"), radicate nella politica estera statunitense, e specialmente la distensione con l'Unione Sovietica, con i suoi obiettivi di pace attraverso negoziati, diplomazia e controllo degli armamenti.
Guidati da Norman Podhoretz, questi "neoconservatori" usarono accuse di "appeasement", alludendo all'atteggiamento di Neville Chamberlain a Monaco alla fine degli anni trenta, per attaccare l'ortodossia della politica estera nella Guerra Fredda. Essi paragonarono i negoziati con nemici relativamente deboli degli USA al placare il "male". Questi circoli sempre più influenti attaccarono la Distensione, e supportarono l'intervento unilaterale statunitense nel terzo mondo per frenare quei governi i cui fini non coincidevano con quelli degli Stati Uniti. Prima dell'elezione di Reagan, i neoconservatori cercarono di bloccare i sentimenti avversi alla guerra causati dalla sconfitta in Vietnam e dalle pesanti perdite che la guerra nel sud-est asiatico indusse.
Durante gli anni '70 Jeane Kirkpatrick, un eminente politologa, e in seguito ambasciatrice statunitense alle Nazioni Unite, durante la presidenza Reagan, una posizione che tenne per quattro anni, criticò sempre più il Partito Democratico, del quale fu membro fino alla candidatura del "pacifista" George McGovern. La Kirkpatrick si convertì alle idee neoconservatrici di accademici un tempo liberal Democratici.
Sullo sfondo dell'inflazione e della "debolezza" statunitense all'estero, Ronald Reagan, ex governatore della California, ricevette la candidatura Repubblicana nel 1980 e vinse le elezioni, battendo Jimmy Carter. i "falchi" videro la sua vittoria come un mandato elettorale per l'intensificazione della Guerra Fredda.
Reagan promise una fine alla direzione presa dalla politica estera statunitense del dopo-Vietnam e dopo-"crisi degli ostaggi in Iran", e avviò una politica di ripristino della potenza militare statunitense. Reagan promise anche la fine del "big government" e di ripristinare la salute economica con un esperimento conosciuto come "supply-side economics". Comunque tutti questi obiettivi non erano riconciliabili attraverso una politica economica coerente.

## Reagan e il pericoloso aumento delle tensioni
Con la promessa di Reagan di ripristinare la potenza militare della nazione, gli anni della sua amministrazione videro un massiccio incremento delle spese militari, che ammontarono a 1.600 miliardi di dollari in cinque anni. Combinando queste spese con i massicci tagli alle tasse, gli USA pagarono un alto prezzo per la loro politica di difesa. Il deficit enorme causato dalla necessità di pagare il bilancio gonfiato della difesa, indusse alti livelli di prestito governativo, che risultarono in maggiori tassi di interesse e in un dollaro sopravvalutato, che a loro volta provocarono uno sbilancio commerciale molto sfavorevole e la depressione del settore dell'acciaio e di quello automobilistico. Comunque, l'Unione Sovietica pagò un prezzo ancor più alto a causa dell'impegno di Reagan nella Guerra Fredda.
Preoccupati dal dispiegamento sovietico dei missili nucleari SS-20 (cominciato nel 1977), gli alleati della NATO nel 1979 concordarono nell'invitare l'URSS a continui Colloqui per la Limitazione delle Armi Strategiche per restringere il numero di missili nucleari da impiegare su obiettivi bellici, minacciando di schierare qualcosa come 500 missili cruise e Pershing II nella Germania Ovest e nei Paesi Bassi in caso i negoziati non avessero avuto successo. Dopo l'Invasione sovietica dell'Afghanistan, nel 1979, seguita dall'elezione di Reagan nel 1980, i negoziati avviati a Ginevra (30 novembre 1981) erano destinati al fallimento. Nelle nazioni in questione, il progettato schieramento dei Pershing II incontrò una intensa opposizione da parte dell'opinione pubblica, in un dibattito lacerante, dove i sostenitori erano spesso ritratti come lacchè della guerrafondaia amministrazione Reagan, che metteva a rischio il territorio e la popolazione europea - e gli oppositori come lacchè del sistema totalitario sovietico. I Pershing II vennero schierati in Europa a partire dal gennaio 1984. Vennero comunque ritirati presto, già a partire dall'ottobre 1988. Conseguenza del clima di tensione tra le due superpotenze fu il lancio dell'operazione RJaN da parte dell'Unione Sovietica: la più grande operazione di spionaggio e monitoraggio del nemico mai messa in piedi dal Cremlino.
Il movimento neoconservatore ebbe una forte influenza sulle avventure della politica estera di Reagan - in particolar modo la Dottrina Kirkpatrick. Jeane Kirkpatrick, conosciuta per la sua presa di posizione anticomunista e per la sua tolleranza delle dittature di destra, sostenne che le rivoluzioni sociali del terzo mondo, che favorivano i poveri, i nullatenenti o le sottoclassi erano illegittime, e quindi sostenne che rovesciare i governi di sinistra (come quello democraticamente eletto di Salvador Allende in Cile) sostituendoli con dittature di destra, era accettabile ed essenziale. In base a questa dottrina, l'amministrazione Reagan appoggiò attivamente le dittature di Augusto Pinochet, Ferdinand Marcos e il regime razzista dell'apartheid in Sudafrica.
L'amministrazione Reagan si impegnò a bloccare l'avanzata del socialismo nel terzo mondo. Reagan, comunque, non si avventurò in protratti interventi a lungo termine come la Guerra del Vietnam. Favorì invece campagne rapide per attaccare o rovesciare governi di sinistra, che innalzarono un senso di trionfalismo militare post-Vietnam tra gli statunitensi, come negli attacchi a Grenada e Libia, il disastroso intervento nella guerra civile libanese, e l'armamento delle milizie di destra in America centrale, che cercavano di rovesciare governi di sinistra come quello sandinista.
Nel 1985 Reagan autorizzò la vendita di armi in Iran in un tentativo senza successo di liberare ostaggi statunitensi in Libano; sostenne sempre di non sapere che i suoi subordinati stavano dirottando illegalmente i proventi agli squadroni della morte, di destra, in America centrale.
L'11 ottobre 1986 Reagan e Gorbačëv si incontrarono a Reykjavík, Islanda, nel tentativo di continuare le discussioni per ridurre i rispettivi arsenali di missili a medio raggio in Europa. I colloqui si conclusero con un fallimento.

## Il collasso dell'Unione Sovietica
Per di più, la presa di posizione ostile dell'amministrazione Reagan verso l'Unione Sovietica, il cosiddetto "impero del male" (nonostante cambiamenti significativi rispetto all'epoca stalinista), avrebbe contribuito al periodo di maggior tensione tra le due superpotenze dalla crisi dei missili di Cuba nei primi anni sessanta e prima dell'ascesa di Michail Gorbačëv in Unione Sovietica.
Ma mentre i sovietici si godevano le conquiste ottenute in sud est asiatico, America latina e Africa, prima della presidenza Reagan, la loro economia era impantanata in gravi problemi strutturali. Le riforme si bloccarono tra il 1964 e il 1982 e la scarsità di approvvigionamenti era notoria.
Ma il cambio generazionale degli anni ottanta, sotto Michail Gorbačëv diede nuovo impulso alle riforme. Alcuni hanno argomentato che le pressioni dovute all'incremento nelle spese statunitensi per la difesa diedero all'URSS una spinta addizionale per le riforme.
Mentre fu Carter che pose ufficialmente fine alla politica della Distensione, a seguito dell'intervento sovietico in Afghanistan, gli anni di Reagan segnarono un nuovo picco nelle tensioni tra le due superpotenze nucleari, che probabilmente affaticarono l'economia sovietica al punto di disfarne l'unione. Da molto prima della Guerra Fredda esistevano disparità nella capacità produttiva, nei livelli di sviluppo e nella forza geopolitica tra Est e Ovest. L'"Est", per molti aspetti, era stato più arretrato dell'"Ovest" per secoli. Come conseguenza, ribattere all'accumulo militare occidentale durante la Guerra Fredda pose un pesante fardello sulle spalle dell'economia sovietica. L'Unione Sovietica ne subì le conseguenze anche nella corsa agli armamenti, dovendo dedicare una parte percentualmente più ampia della sua economia alle spese militari, per bilancare quelle occidentali. Specialmente di fronte ai discorsi dell'amministrazione Reagan sul sistema di difesa missilistica noto come "star wars", i sovietici dovettero accettare sempre più gli avvertimenti statunitensi che la corsa agli armamenti erano una gara che non potevano vincere.
Il risultato in Unione Sovietica fu un doppio salto mortale per la ristrutturazione economica (perestrojka) e di una democratizzazione interna (glasnost'). Ma queste innovazioni, invece di sostenere l'Unione Sovietica, ne causarono la frantumazione nelle quindici repubbliche costituenti, mettendo la parola fine alla Guerra Fredda. 

## Il mondo del "dopo guerra fredda"
La reazione al collasso dell'Unione Sovietica portò alcuni a parlare di un "secolo breve", delimitato dalla rivoluzione russa del 1917 e dal collasso sovietico del 1991.
Alcuni hanno argomentato che nel ruolo di "poliziotti del mondo", gli Stati Uniti sono rimasti soli a riempire il ruolo delle potenze coloniali del XIX secolo, sventando instabilità o minacce ai loro interessi geopolitici, ovunque queste sorgessero, un po' come fece la Gran Bretagna quando stava costruendo il suo Impero, formale e informale, durante l'era Vittoriana.
Il sociologo Immanuel Wallerstein esprime una visione meno trionfalistica, sostenendo che la fine della Guerra Fredda è il preludio della rottura dell'egemonia statunitense. In un recente saggio, "Pax Americana is Over", Wallerstein sostiene che «Il collasso del comunismo in effetti significò il collasso del liberalismo, rimuovendo la sola giustificazione ideologica dietro all'egemonia statunitense, una giustificazione tacitamente supportata dall'apparente avversario ideologico del liberalismo».